# L'Auberge espagnole
Ne doit pas être confondu avec Une auberge espagnole.
Série trilogie de Cédric Klapisch
Les Poupées russes
(2005)
Pour plus de détails, voir Fiche technique et Distribution.
L'Auberge espagnole est un film franco-espagnol réalisé par Cédric Klapisch, sorti en 2002. Il s'agit du premier opus de la trilogie consacrée à ces personnages. Une série télévisée intitulée Salade grecque, diffusée sur Prime Video dès le 14 avril 2023, complète la trilogie.
Il obtient plusieurs récompenses dont le César du meilleur espoir féminin pour Cécile de France.

## Synopsis
Xavier, étudiant en sciences économiques, rêve d'être écrivain. Ce rêve demeure cependant enfoui puisque le jeune homme a une embauche possible au ministère des Finances. Jean-Charles Perrin, un ami de son père, lui conseille cependant de travailler à l'étranger, parce que le bilinguisme lui apportera davantage de chances d'être embauché. Xavier part donc vivre une année à Barcelone via le programme Erasmus, malgré l'incompréhension de sa petite-amie Martine.
À peine arrivé, il fait connaissance avec Jean-Michel, un médecin, et sa femme Anne-Sophie. Il séjourne quelques jours chez eux en attendant de trouver un logement. Il s'installe ensuite dans un appartement en colocation avec d'autres étudiants : l'Anglaise Wendy, l'Italien Alessandro, l'Espagnole Soledad, le Danois Lars, l'Allemand Tobias. Entre dépaysement, choc culturel, difficultés linguistiques (les cours sont en catalan alors que les jeunes Français apprennent le castillan à l'école), Xavier s'intègre peu à peu, tout en profitant de sa vie d'étudiant. Xavier est attiré par Isabelle mais apprend ensuite qu'elle est lesbienne. Une grande amitié va naître cependant entre le Français et la jeune femme belge et il va l'intégrer à la colocation.
Lors de sa visite, Martine se montre hostile envers les colocataires et distante avec Xavier. Après son départ, le jeune homme demeure morose. Il entame une liaison avec Anne-Sophie en tirant profit des leçons de séduction octroyées par Isabelle.
Wendy annonce ensuite au groupe que son frère William vient la voir pour quelque temps. L'arrivée de William crée quelques tensions en raison de son franc-parler et des idées préconçues qu'il a sur les diverses nationalités des colocataires. Plus tard, Martine annonce à Xavier leur rupture par téléphone, rendant Xavier mélancolique. Lars découvre également qu'il est père. Anne-Sophie avoue à son mari qu'elle a une liaison avec Xavier. Jean-Michel décide de couper court à toute relation avec Xavier.
Mais tout le groupe se ressoude lorsque Alistair, le petit ami de Wendy, lui fait une visite surprise alors même qu'elle a une aventure avec Bruce, un Américain rencontré en soirée. William sauve la situation en prétendant que Bruce est son petit ami. Après avoir terminé son année, Xavier retourne à Paris en promettant de garder le contact avec ses amis. Il est engagé au ministère des Finances mais, dès son premier jour de travail, il réalise à quel point cet univers est éloigné de celui dans lequel il a vécu à Barcelone et qu'il a appris à aimer. Il s'enfuit en courant du ministère et décide de se lancer dans l'écriture.

## Fiche technique
Sauf indication contraire, les informations mentionnées dans cette section peuvent être confirmées par les bases de données cinématographiques IMDb et Allociné,  présentes dans la section « Liens externes ».
- Titre original : L'Auberge espagnole
- Titre espagnol : Una casa de locos[2]
- Réalisation et scénario : Cédric Klapisch
- Musique : Cyril Moisson[3]
- Direction artistique : Marie Cheminal
- Décors : François Emmanuelli
- Costumes : Anne Schotte
- Photographie : Dominique Colin
- Son : Dominique Dalmasso, Stéphane Brunclair, Cyril Moisson
- Montage : Francine Sandberg
- Production : Bruno Levy
  - Production exécutive : Jacques Royer
- Sociétés de production :
  - France : BAC Films, Ce Qui Me Meut Motion Pictures, France 2 Cinéma, Mate Films et Studiocanal
  - Espagne : Mate Producciones S.A. et Vía Digital
- Sociétés de distribution : Mars Distribution (France) ; Filmax (Espagne) ; Paradiso Entertainment (Belgique) ; Christal Films et Lions Gate Films (Québec) ; Frenetic Films (Suisse romande)
- Budget : 5 010 000 €[4]
- Pays de production :  France,  Espagne
- Langues originales : français, espagnol, anglais, catalan, danois, allemand, italien
- Format : couleur — 35 mm — 1,85:1 — son Dolby Digital / DTS
- Genre : comédie, drame, romance
- Durée : 122 minutes
- Dates de sortie[2] :
  - France : 17 mai 2002 (Festival de Cannes) ; 19 juin 2002 (sortie nationale)[5]
  - Québec : 19 juin 2002[6]
  - Suisse romande : 3 juillet 2002[7]
  - Belgique : 21 août 2002[8]
  - Espagne : 22 novembre 2002
- Classification[9] :
  - France : tous publics[10]
  - Espagne : déconseillé aux enfants de moins de 13 ans[11]
  - Belgique : tous publics (Alle Leeftijden)[8]
  - Québec : tous publics (G - General Rating)[6]
  - Suisse romande : interdit aux moins de 14 ans[12]

## Distribution
- Romain Duris : Xavier Rousseau
- Judith Godrèche : Anne-Sophie
- Audrey Tautou : Martine
- Cécile de France : Isabelle
- Kelly Reilly : Wendy
- Cristina Brondo : Soledad
- Federico D'Anna : Alessandro
- Barnaby Metschurat : Tobias
- Christian Pagh : Lars
- Mira Wanting : Mira
- Kevin Bishop : William
- Xavier de Guillebon : Jean-Michel
- Wladimir Yordanoff : Jean-Charles Perrin
- Irene Montalà : Neus
- Pere Sagristà : le professeur d'économie a l'université
- Javier Coromina : Juan
- Iddo Goldberg : Alistair
- Martine Demaret : la mère de Xavier
- Olivier Raynal : Bruce
- Paulina Galvez : la professeur de flamenco
- Jacno : le père de Xavier
- Cédric Klapisch : un professeur d'université à la recherche de ses élèves de Français (Caméo)
- Zinedine Soualem : le patron du dernier bar

La distribution du film est tournée vers l'Europe puisque les acteurs jouant les étudiants Erasmus ont été sélectionnés dans cinq pays européens différents : Allemagne, Danemark, Espagne (dont Daniel Grao), Italie et Angleterre par des directeurs de casting propres à chaque pays pour une première sélection avant de passer les essais auprès du réalisateur Cédric Klapisch.

## Production
- Le film a été tourné avec une caméra numérique, apportant une souplesse de montage tel que des effets accélérés ou encore le « split screen » (écran coupé en plusieurs parties).
- Une partie importante des dialogues est en anglais ou en espagnol.

### Lieux de tournage
- Paris, 18e arrondissement : rue d'Orchampt[14],[15]
- Nanterre : Université
- Paris, 12e arrondissement : Ministère de l'Économie et des Finances (France)
- Barcelone : Parc Güell

### Bande originale
| 1.    | Générique               | Kouz-1 feat. Ardag                                | 1:58 |
| 2.    | El Timbre no funciona   | Kouz-1                                            | 3:57 |
| 3.    | La cocinera             | Mala Rodriguez                                    | 3:26 |
| 4.    | Ai du                   | Ali Farka Touré                                   | 7:09 |
| 5.    | Betece                  | Africando All Stars                               | 5:04 |
| 6.    | Reino de Silia          | Vicente Amigo                                     | 4:19 |
| 7.    | Valse, opus 64 nº 2     | Frédéric Chopin interprétée par Arthur Rubinstein | 3:44 |
| 8.    | No Surprises            | Radiohead                                         | 3:49 |
| 9.    | Aerodynamic             | Daft Punk                                         | 3:33 |
| 10.   | Cambia la vida          | Ardag                                             | 4:18 |
| 11.   | Que viva la noche       | Sonia & Selena                                    | 3:40 |
| 12.   | Le rêve de l'Hippocampe | Kouz-1                                            | 2:23 |
| 47:25 |                         |                                                   |      |

#### Musiques additionnelles
Sauf indication contraire, les informations mentionnées dans cette section peuvent être confirmées par le générique de fin de l'œuvre audiovisuelle présentée ici, ainsi que par la base de données cinématographiques IMDb,  présente dans la section « Liens externes ».
Certaines musiques additionnelles n'apparaissent pas sur la bande originale bien qu'elles soient dans le film, comme No Woman, No Cry de Bob Marley (joué par un personnage du film) ou encore le Te Deum de Marc-Antoine Charpentier.
Kouz-1, l'interprète de la musique originale du film, a produit pour ce film le titre Urquinaona, qui ne figure pas sur la bande originale, avec Frédéric Locarni en featuring au piano.

## Accueil

### Accueil critique
Sur le site internet Rotten Tomatoes, le film obtient 76 % de critiques positives, sur 92 critiques collectées, avec un score moyen de 6,5/10. Le site internet Metacritic lui attribue quant à lui un score plutôt favorable de 65/100, basé sur 31 critiques.
En France, le site Allociné propose une note moyenne de 3,6⁄5 à partir de l'interprétation de critiques provenant de 22 titres de presse.
Parmi les critiques positives, Pierre Vavasseur, du Parisien, évoque une comédie « réjouissante, bien vue et jamais caricaturale » ; Vincent Malausa, des Cahiers du cinéma, un film très sympathique en raison de son horreur du goût de l'ordre ; Emmanuelle Frois, du Figaroscope, un « film joyeux et tendre » et une bonne distribution ; Nicolas Schaller, de Première, « le petit film sympa d'un cinéaste doué » ; et Olivier Bonnard, de l’Obs, « une euro-comédie joyeusement colorée, sensible et touchante ».
Du côté des critiques mitigées, Amélie Dubois, des Inrockuptibles évoque un film carte postale « gentillet et convenu » ; Jean-Claude Loiseau, de Télérama, un film au « charme inattendu » dont les meilleurs moments sont les « scènes de pure comédie » mais « une intrigue secondaire (la liaison de Xavier avec une jeune femme mariée) piètrement inspirée » ; et Positif « un objet hybride » entre classicisme et expérimentation. Samuel Blumenfeld, du Monde, délivre une critique négative, évoquant un film naïf et peu enthousiasmant avec des personnages caricaturaux.

### Box-office
En France, le film a été un succès commercial, réalisant au total 2 966 271 entrées, et 4 852 366 dans toute l'Europe. Il a rapporté 31 024 110 $ au box-office mondial, ce qui est important comparativement à son budget de 5 000 000 d'euros.

## Distinctions

### Récompenses

#### 2002
- Festival international du film de Karlovy Vary : prix du public pour Cédric Klapisch

#### 2003
- César : meilleur espoir féminin pour Cécile de France
- Étoiles d'or de la presse du cinéma français : meilleure révélation féminine pour Cécile de France
- Festival du film de Sydney :
  - Prix du public du meilleur long métrage de fiction pour Cédric Klapisch
  - Prix UIP pour Cédric Klapisch
- Festival international du film de Brisbane : prix du public pour Cédric Klapisch
- Lumières de la presse étrangère :
  - Meilleur scénario pour Cédric Klapisch
  - Révélation féminine pour Cécile de France

### Nominations

#### 2002
- Festival international du film de Gijón : meilleur film pour Cédric Klapisch
- Festival international du film de Karlovy Vary : Globe de cristal pour Cédric Klapisch
- European Film Awards : meilleur réalisateur européen pour Cédric Klapisch

#### 2003
- César :
  - Meilleur film pour Cédric Klapisch
  - Meilleur réalisateur pour Cédric Klapisch
  - Meilleure actrice dans un second rôle pour Judith Godrèche
  - Meilleur scénario original ou adaptation pour Cédric Klapisch
  - Meilleur montage pour Francine Sandberg

#### 2004
- Vancouver Film Critics Circle : meilleur film en langue étrangère

## Éditions en vidéo
En France, le film L'Auberge espagnole est sorti en DVD le 22 janvier 2003. Par la suite, le film est ressorti en DVD édition simple le 6 avril 2004, en UMD le 21 novembre 2005, en Blu-ray le 23 septembre 2008, puis ressorti de nouveau en DVD le 7 avril 2009 et en VOD le 1er janvier 2010.

## Autour du film
- Le film a popularisé le dispositif Erasmus en France et en Europe.
- L'expression « auberge espagnole », datant du XVIIIe siècle et désignant un lieu où on ne trouve que ce qu'on y a apporté[30], a connu un regain de popularité avec le film[31],[32].

### Série de films
1. L'Auberge espagnole de Cédric Klapisch avec Romain Duris, Kelly Reilly, Cécile de France, Audrey Tautou (2002)
2. Les Poupées russes de Cédric Klapisch avec Romain Duris, Kelly Reilly, Cécile de France, Audrey Tautou (2005)
3. Casse-tête chinois de Cédric Klapisch avec Romain Duris, Kelly Reilly, Cécile de France, Audrey Tautou (2013)

Une série télévisée intitulée Salade grecque, qui est centrée sur les enfants de Xavier et Wendy, est diffusée sur Prime Video depuis le 14 avril 2023.